# Тромсёя
Тромсёя (норв. Tromsøya) — маленький остров в проливе между материком и островом Сёр-Квалёй в коммуне Тромсё, фюльке Тромс, Норвегия. На нём находится городской центр и несколько жилых районов города Тромсё. Площадь острова 22 км², население — 36 088 человек (2012). В западной части острова расположен аэропорт Тромсё.
Остров соединён с материком по Тромсёйскому мосту и Тромсёйсуннскому тоннелю, а с островом Сёр-Квалёй — по Санднессуннскому мосту.